# Копыловка (Асиновский район)
Копыло́вка — село в Асиновском районе Томской области, Россия. Входит в состав Новониколаевского сельского поселения.

## География
Деревня располагается в излучине реки Малая Юкса. Буквально в нескольких сотнях метров восточнее, выше по течению реки, находится деревня Комаровка.

## История
Основана в 1913 г. В 1926 году состояла из 16 хозяйств, основное население — русские. В административном отношении входила в состав Минаевского сельсовета Ново-Кусковского района Томского округа Сибирского края.

## Население
| 1926 | 1939 | 1959  | 1970 | 1979 | 1989 | 2002 |
| ---- | ---- | ----- | ---- | ---- | ---- | ---- |
| 60   | ↗133 | ↗1259 | ↘932 | ↘497 | ↘420 | ↘244 |
| 2010 | 2012 | 2013  | 2014 | 2015 | 2019 | 2021 |
| ↘154 | ↘152 | ↘148  | ↘147 | ↘139 | ↘109 | ↘64  |

## Известные уроженцы
- Берил, Степан Иорданович — советский и приднестровский физик, доктор физико-математических наук, профессор, ректор ПГУ им. Т.Г. Шевченко

## Социальная сфера и экономика
В посёлке работают фельдшерско-акушерский пункт и почтовое отделение.
В Копыловке действуют несколько индивидуальных предпринимателей, работающих в сфере лесозаготовок и розничной торговли.